# Космическая программа КНДР

Почтовая марка КНДР в честь запуска первого спутника «Кванмёнсон-1»

Космическая программа КНДР — программа по освоению космического пространства Корейской Народно-Демократической Республикой. Космическая программа осуществляется под руководством Комитета аэрокосмических технологий КНДР (КККТ). Первый подтверждённый успешный запуск спутника 12 декабря 2012 года сделал страну 10-й космической державой, способной запускать спутники (ИСЗ) собственными ракета-носителями, опередившей Южную Корею.

## История
КНДР — одна из первых среди Азиатско-тихоокеанского региона стран, развернувшая работы по овладению ракетными технологиями, которые на коммерческой основе в готовом виде или в виде технического содействия национальным разработкам передавала также Ирану, Пакистану, Сирии, Саудовской Аравии и другим странам.
Работы по ракетно-космической программе начались в середине 1970-х годов и проводились с использованием советских технологий. На основе ракетных комплексов производства СССР и КНР, а также собственных разработок к началу 90-х годов XX века северокорейские учёные приблизились к созданию баллистических ракет средней дальности (БРСД). В середине 1990-х годов началась работа над многоступенчатыми ракетами с отделяемой головной частью. Существуют данные, что космической программой руководил известный физик Сун Сан Вук (Sun Sang Wuk), а также что в ракетно-космической программе принимают участие специалисты из СССР после его распада, Китая, Пакистана, Ирана.
Первая попытка запуска экспериментального спутника «Кванмёнсон-1» произведена первой ракетой-носителем (РН) «Пэктусан-1» в 1998 году. Запуск заявлен КНДР как успешный, но другими странами не подтвержден. Первый прикладной ИСЗ «Кванмёнсон-3» создан к 2012 году и успешно запущен 12 декабря 2012. Второй прикладной ИСЗ «Кванмёнсон-4» успешно запущен 5 февраля 2016 года.
В марте 2009 года КНДР информировала о своем присоединении к международному договору по космосу от 1966 года (с 6 марта 2009) и Конвенции о регистрации объектов, запускаемых в космическое пространство, от 1974 года (с 10 марта 2009).
На космодром Сохэ и в Центр управления полётами в Пхеньяне впервые в апреле 2012 года перед запуском спутника «Кванмёнсон-3» были допущены иностранные журналисты (также приглашённые иностранные космические агентства от направления своих представителей отказались).

## Космодромы

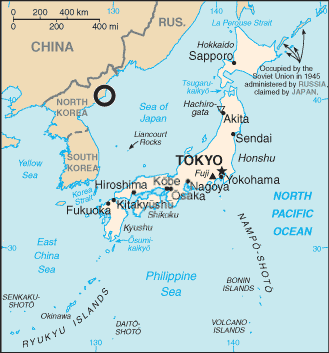
Расположение космодрома Тонхэ

Первым в КНДР для запусков космических и других ракет был задействован космодром (ракетодром) «Восточный испытательный полигон Тонхэ» (Мусудан-ни) близ одноимённой деревни. Строительство полигона началось в начале 1980-х годов для нужд оборонных ведомств (для испытания ракетного оружия). С космодрома было осуществлено 3 запуска ракет-носителей двух типов («Пэктусан-1» и более крупной Ынха-2"). Два старта (в 1998 и 2009 гг.) с целью выведения на орбиту экспериментальных спутников («Кванмёнсон-1» и «Кванмёнсон-2»), по данным наблюдателей в мире, окончились неудачей.
Кроме того, на западном побережье КНДР близ населённого пункта Пондон-ни построен космодром (ракетодром) «Западный испытательный полигон Сохэ» (Тончхан-ни), который имеет как инфраструктуру космического назначения, так, по некоторым наблюдениям, и шахтные пусковые установки для МБР.. Космодром позволяет в том числе запускать ракеты на траектории, не проходящие над Японией. Первый запуск с космодрома ракеты-носителя («Ынха-3») со спутником («Кванмёнсон-3») в 2012 г. окончился неудачей, а второй в том же году был успешным.

## Космические запуски

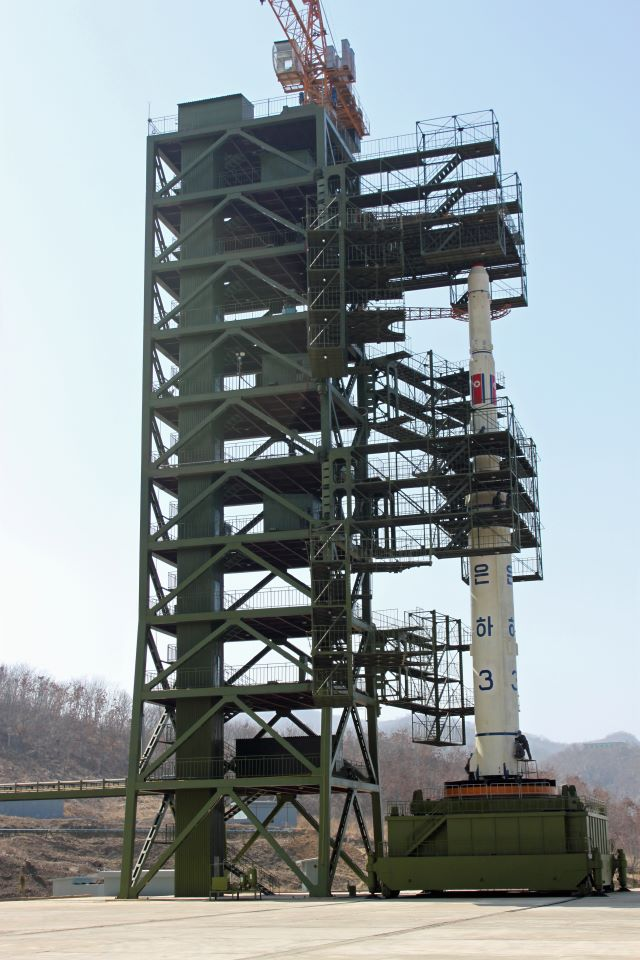
Стартовая площадка космодрома Сохэ с РН «Ынха-3» перед первым запуском ИСЗ «Кванмёнсон-3»

- 31.08.1998 с космодрома Тонхэ (Мусудан-ни) в провинции Хамгён-Пукто были проведены испытания первой северокорейской ракеты-носителя «Пэктусан-1», в ходе которого была осуществлена попытка вывода на околоземную орбиту ИСЗ «Кванмёнсон-1». Вывод спутника на орбиту объявлен КНДР успешным, но в мире не подтверждён — по данным наблюдателей, третья ступень ракеты со спутником упала в 4000 км к востоку от КНДР;
- 24.09.1999 под давлением США и России КНДР объявила мораторий на испытания баллистических ракет и прекращения ракетно-космической программы;
- 04.08.2001 в Москве лидеры России и КНДР подписали совместную декларацию, в которой было отмечено, что ракетная программа КНДР носит мирный характер и не угрожает странам, уважающим суверенитет КНДР[12];
- 03.03.2005 опубликовано заявление МИД КНДР, согласно которому КНДР более не считала себя связанной мораторием 1999 года;
- 04.07.2006 с космодрома Тонхэ был произведён первый тестовый запуск более мощной ракеты-носителя «Ынха-2»[13];
- 05.04.2009 с космодрома Тонхэ с помощью ракеты-носителя «Ынха-2» был произведён запуск экспериментального искусственного спутника связи «Кванмёнсон-2»[14] Вывод спутника на орбиту вновь был объявлен КНДР успешным, но в итоге вновь не был подтверждён в мире. По данным систем наблюдения США, Японии, Южной Кореи, третья ступень РН не отделилась, и ракета со спутником вновь упала в Тихий Океан.[15] Вместе с тем, МИД РФ заявило об успешном запуске спутника[16], однако затем Минобороны РФ объявило, что российские средства контроля космического пространства спутник на орбите не фиксируют[17].
- 13.04.2012 с нового космодрома Сохэ (Тончхан-ни) новой РН «Ынха-3» был произведён запуск спутника дистанционного зондирования Земли «Кванмёнсон-3», который по наблюдениям международного сообщества и признанию КНДР окончился неудачей — ракета со спутником разрушилась и их обломки упали в 165—200 км западнее Южной Кореи.
- 12.12.2012 с космодрома Сохэ с помощью ракеты-носителя «Ынха-3» успешно выведен на орбиту ИСЗ «Кванмёнсон-3». Командование воздушно-космической обороны США (NORAD) подтвердило успех запуска[18].
- 07.02.2016 Центральное телевидение КНДР в специальном сообщении рассказало об успешном запуске ракеты, которая доставила спутник на целевую орбиту. Власти КНДР заверили, что намерены и дальше запускать спутники в космос. Запуск был произведен по приказу лидера страны Ким Чен Ына. Запуск ракеты со спутником был осуществлен с космодрома Сохэ на западном побережье КНДР. Спутник Кванмёнсон-4 («Яркая звезда-4»), предназначенный для слежения за Землей, совершает виток вокруг Земли с периодичностью один раз в 94 минуты. В то же время по данным Минобороны Южной Кореи ракета упала на расстоянии 790 км от места запуска. Министерство обороны США подтвердило вывод спутника на орбиту[19], но сигналы спутник не подаёт и хаотично вращается[20]. ВКС России 22 февраля 2016 года в сообщении ТАСС[3] подтвердили, что спутник «Кванмёнсон-4» выполняет зондирование земли, что подтверждает официальное заявление КНДР об успешности запуска спутника.
- 31.05.2023 первая попытка запуска ракеты-носителя нового типа «Чхоллима-1[англ.]» с военным разведывательным спутником «Манригён-1»(кор. 만리경-1호), запуск окончился неудачей[21].
- 23.08.2023 вторая попытка запуска ракеты-носителя нового типа «Чхоллима-1» с военным разведывательным спутником «Манригён-1», запуск также окончился неудачей, но был достигнут определенный прогресс, третья попытка запланирована на октябрь 2023 года[22].
- 22.11.2023 с третьей попытки был запущен разведывательный спутник Манригён-1, аппарат выведен на орбиту с помощью ракеты носителя Чхоллима-1, стартовавший с космодрома Сохэ[23].

## Ракеты-носители
Страна располагает тремя типами трёхступенчатых ракет-носителей (РН), созданными на базе военных баллистических ракет, которые в свою очередь были местной переработкой советских ракет.
Первая РН «Пэктусан-1» (в честь объявленной священной в КНДР одноимённой горы - Пэктусан) создана на базе БРСД малой дальности «Тэпходон-1» к 1998 году.
На базе БРСД повышенной дальности «Тэпходон-2» были созданы более крупные РН серии «Млечный путь»: «Ынха-2» к 2006 году и «Ынха-3» к 2012 году.

## Средства производства и управления
В Пхеньяне находится завод Центра ракетно-космических исследований и разработок по сборке спутников, ракет-носителей, а также баллистических ракет.
Имеются командные пункты управления на обоих космодромах, а также Центральный командный пункт управления полётом (ЦУП) в 50 км от Пхеньяна.

## Перспективы

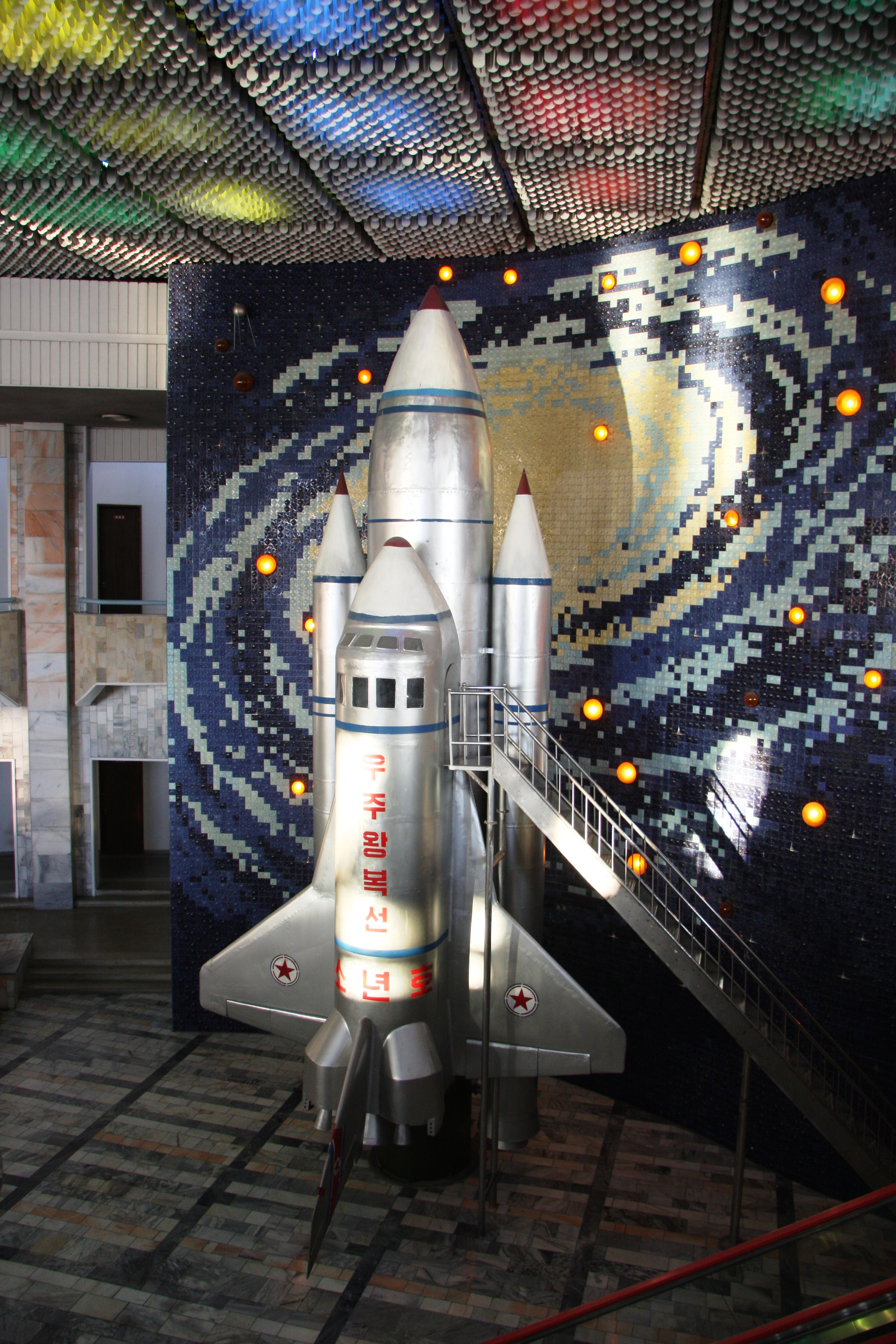
Макет пилотируемой частично многоразовой системы КНДР, располагавшийся во дворце школьников района Мангёндэ до реконструкции 2014-2015 гг.

Комитет космических технологий сообщал, что КНДР планирует вывести на орбиту несколько искусственных спутников, «предназначенных для изучения природных ресурсов Земли, прогнозирования погоды и других целей, важных для экономического развития страны».
Более того, одна из немногих стран, КНДР объявила, что имеет и другие амбициозные космические проекты, включая организацию своими силами запусков геостационарных спутников связи, пилотируемых полётов и даже разработку пилотируемых частично многоразовых систем.
13 сентября 2023 года, во время визита Ким Чен Ына в Россию, российская сторона предложила помощь КНДР в запуске первого северокорейского космонавта, однако более конкретной информации по этому предложению предоставлено не было.

## Официальная позиция
Должностные лица Корейской Народно-Демократической Республики неоднократно заявляли о наличии у страны космической программы. По сообщениям издания «Нодон Синмун»,
«В КНДР реализуется политика продвижения мирных космических программ. По мнению государства, это является важной целью развития и полностью соответствует глобальным тенденциям. В мире нет никакой достаточной силы, чтобы остановить эту программу».

«До тех пор, пока использование космоса направлено на мирные цели, такие усилия будут способствовать укреплению нашего общества и обвинять нас в этом нельзя».